# Бельский, Николай Владимирович
Николай Владимирович Бельский — советский хозяйственный и политический деятель.

## Биография
Родился в 1914 году в Минске. Член КПСС.
Окончил Воронежский инженерно-строительный институт.
В 1936—1941 гг. — инженер-конструктор, главный инженер и начальник отдела капитального строительства завода № 16 в городе Воронеже.
В 1941—1945 гг. — начальник и главный инженер строительно-монтажной конторы треста № 20, затем строительно-монтажного управления № 15 Наркомата авиационной промышленности СССР.
В 1945—1947 гг. — заместитель заведующего отделом промышленного жилищного строительства Воронежского обкома ВКП(б).
В 1947—1948 гг. — заместитель, в 1948—1954 гг. — первый заместитель председателя Воронежского горисполкома.
В 1954—1955 — заместитель председателя Воронежского облисполкома.
В 1955—1963 гг. — председатель Воронежского горисполкома.
В 1963—1964 гг. — второй секретарь Воронежского промышленного обкома КПСС.
В 1964—1967 гг. — первый заместитель председателя Воронежского облисполкома.
В 1967—1975 гг. — заместитель министра сельского строительства СССР.
Делегат XXII съезда КПСС.
Умер в 1976 году в Москве.

## Награды
- Орден Трудового Красного Знамени (09.08.1958, 11.08.1966, 25.08.1971)
- Орден Красной Звезды (22.03.1944)